# Parco dei Mulini
Il parco dei Mulini è un parco locale di interesse sovracomunale riconosciuto dalla Provincia di Milano il 10 marzo 2008 che si sviluppa intorno all'Olona ed al Canale Villoresi e comprende un breve tratto del torrente Bozzente. Si estende sul territorio dei comuni di Legnano, Canegrate, San Vittore Olona, Parabiago e, dal 1º gennaio 2011, Nerviano per una superficie di circa 500 ha.

## Le caratteristiche ed i mulini

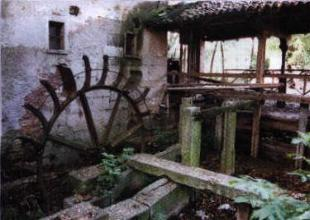
Il mulino Montoli a San Vittore Olona

Il parco è caratterizzato dalla presenza dei corsi d'acqua (fiume Olona, torrente Bozzente e Canale Villoresi) in un ambito densamente urbanizzato e industrializzato. Esso ricomprende il parco urbano denominato Parco Castello di Legnano, le aree agricole lungo il fiume Olona fino all'ex Monastero Olivetano a Nerviano, il Canale Villoresi e il torrente Bozzente sino al confine con Lainate. Le aree agricole sono caratterizzate dalla presenza di prati stabili irrigui. Rara è la presenza di aree boscose, fuori dal parco Castello. Recentemente nel parco sono stati realizzati numerosi progetti di riqualificazione delle aree limitrofe al fiume Olona con la creazione di alcune zone umide.
Gli impianti molinatori più importanti presenti nel perimetro del parco sono localizzati lungo il fiume Olona: i mulini "Cornaggia" di Legnano, "Cozzi" (già "Melzi Salazar", il meglio conservato), "De Toffol" e "Meraviglia" di San Vittore Olona, "Galletto" e "Montoli" di Canegrate, "Rancilio" (già "Mulino del Miglio"), "Gajo-Lampugnani" e "Bert" a Parabiago e lo "Star Qua" di Nerviano. Curiosa è la vicenda del mulino "Star Qua" di Nerviano, il cui nome deriva da un episodio del 1853: ad un ordine delle truppe dell'esercito asburgico di sgombero dei locali, il mugnaio rispose "noi vogliamo star qua". Tra i mulini menzionati, quello più importante è il "Meraviglia" di San Vittore Olona, che è il più antico, dato che venne costruito nel XIV secolo, e che è l'unico che ha conservato la funzione originale, cioè quella di macinare prodotti agricoli. Le macine di questo mulino, che sono ancora funzionanti, vengono utilizzate per produrre foraggio per il bestiame.

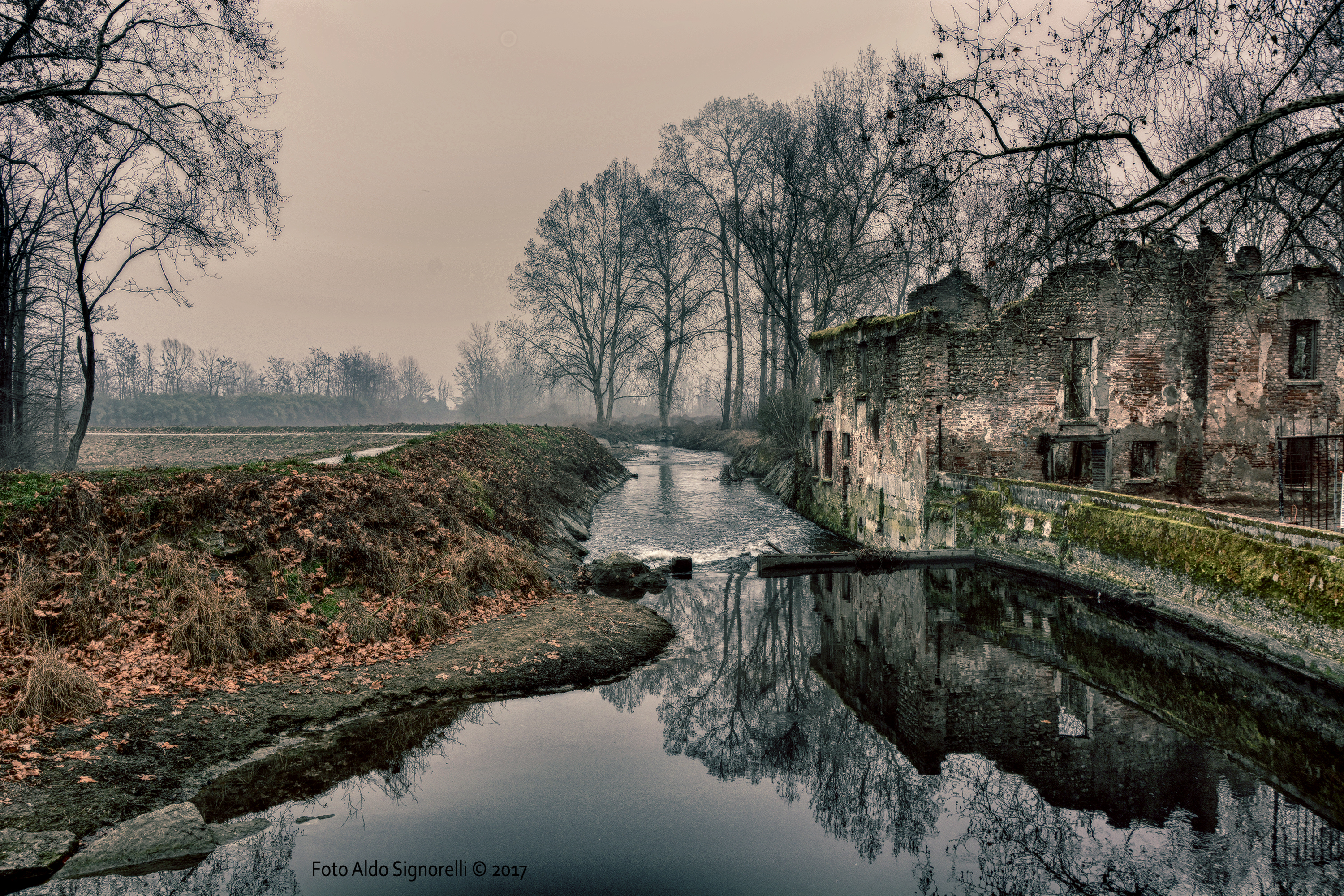
I resti del Mulino Cornaggia a Legnano, che si trovano a valle del castello visconteo, nei pressi del parco Castello

Molti mulini, durante i secoli, sono stati distrutti e quindi solo per una minima parte di loro sono giunte testimonianze fino al XXI secolo. Un documento del 1608 ne segnala nel complesso, lungo tutto il corso dell'Olona, 116. Le prime notizie sui mulini lungo l'Olona risalgono al medioevo: il primo documento che cita un impianto molinatorio sul fiume è datato 1043. Nell'Alto Milanese l'attività molinatoria un tempo era estremamente sviluppata e rappresentava un'importante fonte di guadagno. Il numero di mulini attivi tra Legnano e Nerviano era quindi elevato.
Durante l'industrializzazione della zona, che avvenne tra il XIX e il XX secolo, i mulini vennero trasformati in generatori di forza motrice a servizio della aziende; in seguito gli antichi impianti molinatori dell'Olona furono sostituiti dalle più moderne ruote idrauliche. Queste ultime, poi, furono superate dalla fornitura di corrente elettrica, che permise l'installazione di motori elettrici. Molti mulini, in questo contesto, furono demoliti dalle aziende della zona perché ormai inutilizzati.
L'area protetta ospita, oltre ai mulini, altri edifici storici di rilievo come il castello di Legnano, l'ex opificio Visconti di Modrone, la chiesa della Madonna di Dio'l Sà e il già citato ex Monastero Olivetano di Nerviano.
Dai mulini dell'Alto Milanese prende ispirazione il nome di una famosa corsa campestre, la Cinque Mulini, il cui percorso si snoda tra gli impianti molinatori del parco.

### Lista dei mulini

Mulino Galletto a Canegrate

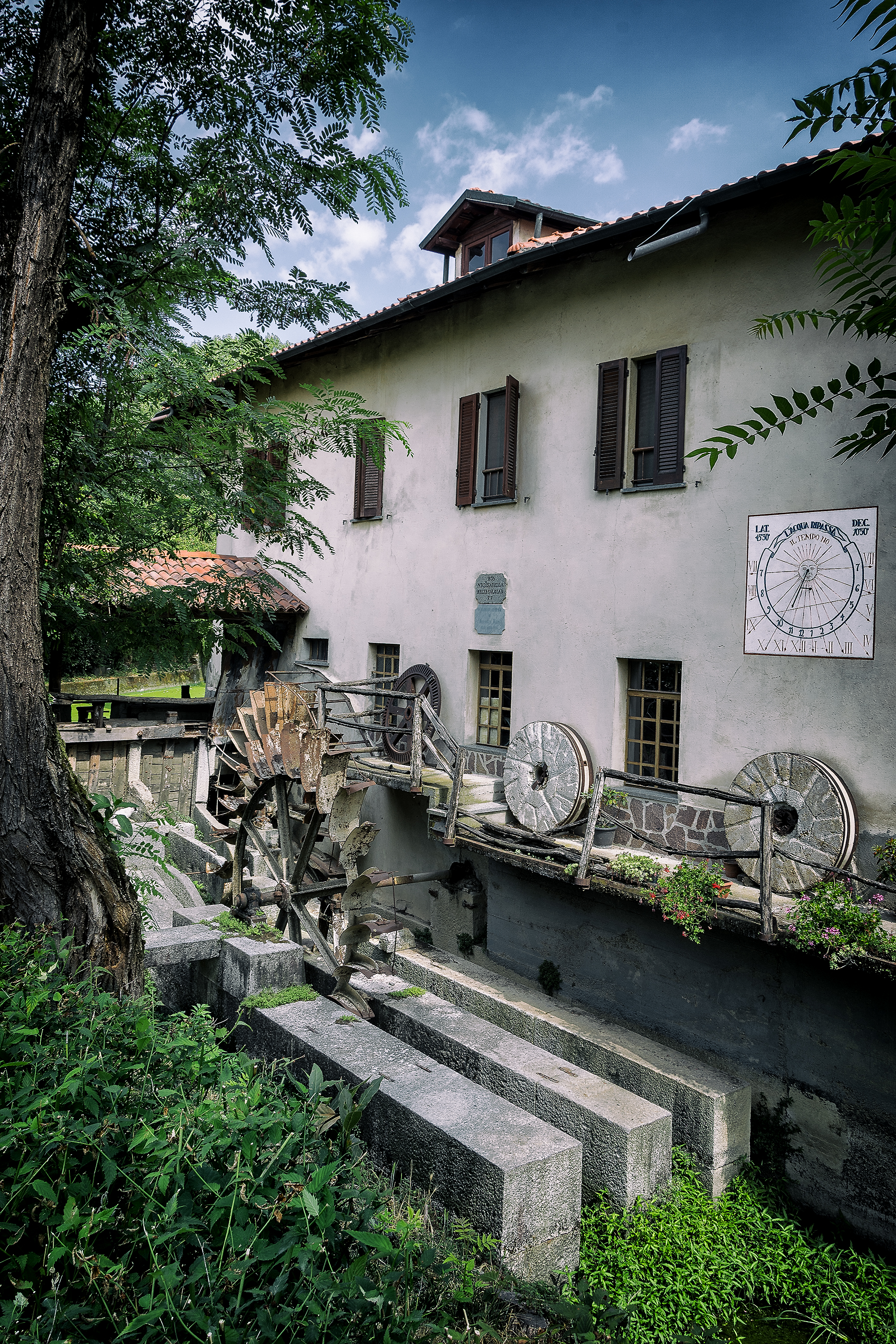
Mulino Meraviglia a San Vittore Olona

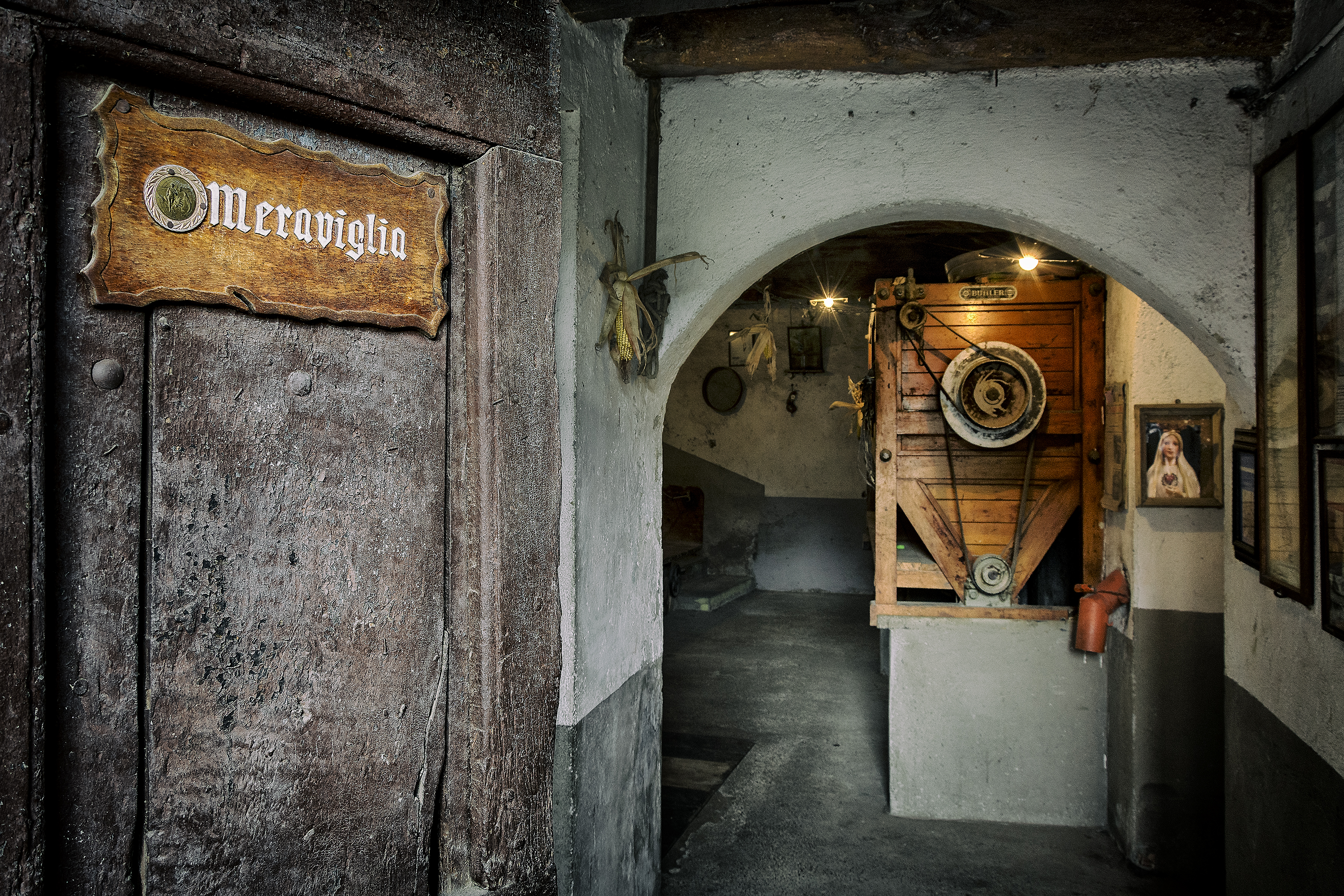
Interno del mulino Meraviglia a San Vittore Olona

Nel 1772, secondo la relazione Raggi, i mulini funzionanti censiti nell'Alto Milanese tra legnano e Nerviano erano 28. Nel 1881 secondo la relazione dell'ingegner Mazzocchi risultarono censiti e funzionanti 19 mulini. Oggi invece sono rimasti 11 Mulini, nessuno in funzione, e 7 memorie o rovine di mulino.
Segue la lista dei mulini e delle testimonianze (memorie o rovine) di mulini all'interno del parco dei Mulini.

#### Legnano
Nel 1772, secondo la relazione Raggi, i mulini censiti in località Legnano erano 10, mentre in località Legnanello gli edifici destinati all'attività molinatoria erano due. Nel 1881 facendo riferimento alla relazione dell'ingegner Mazzocchi risultarono censiti a Legnano solo cinque mulini.
All'inizio del XXI secolo sono presenti le seguenti memorie di mulino
- Sotto il Castello o Cornaggia (memorie)
- Bianchi (memorie)

#### San Vittore Olona
Nel 1772, secondo la relazione Raggi, i mulini censiti in località San Vittore Olona erano cinque, mentre nel 1881, facendo riferimento alla relazione dell'ingegner Mazzocchi, furono invece rilevati tre mulini.
All'inizio del XXI secolo sono presenti i seguenti mulini:
- Melzi-Salazar-Cozzi
- Meraviglia
- De Toffol
- Agrati (memorie)
- Moriggia (memorie)

#### Canegrate
Nel 1772, secondo la relazione Raggi, risultarono censiti tre mulini in località Canegrate, numero che fu confermato nel 1881 dalla relazione dell'ingegner Mazzocchi.
All'inizio del XXI secolo sono presenti i seguenti mulini:
- Montoli-Noris
- Galletto
- Giulini
- Bersoldo

#### Parabiago

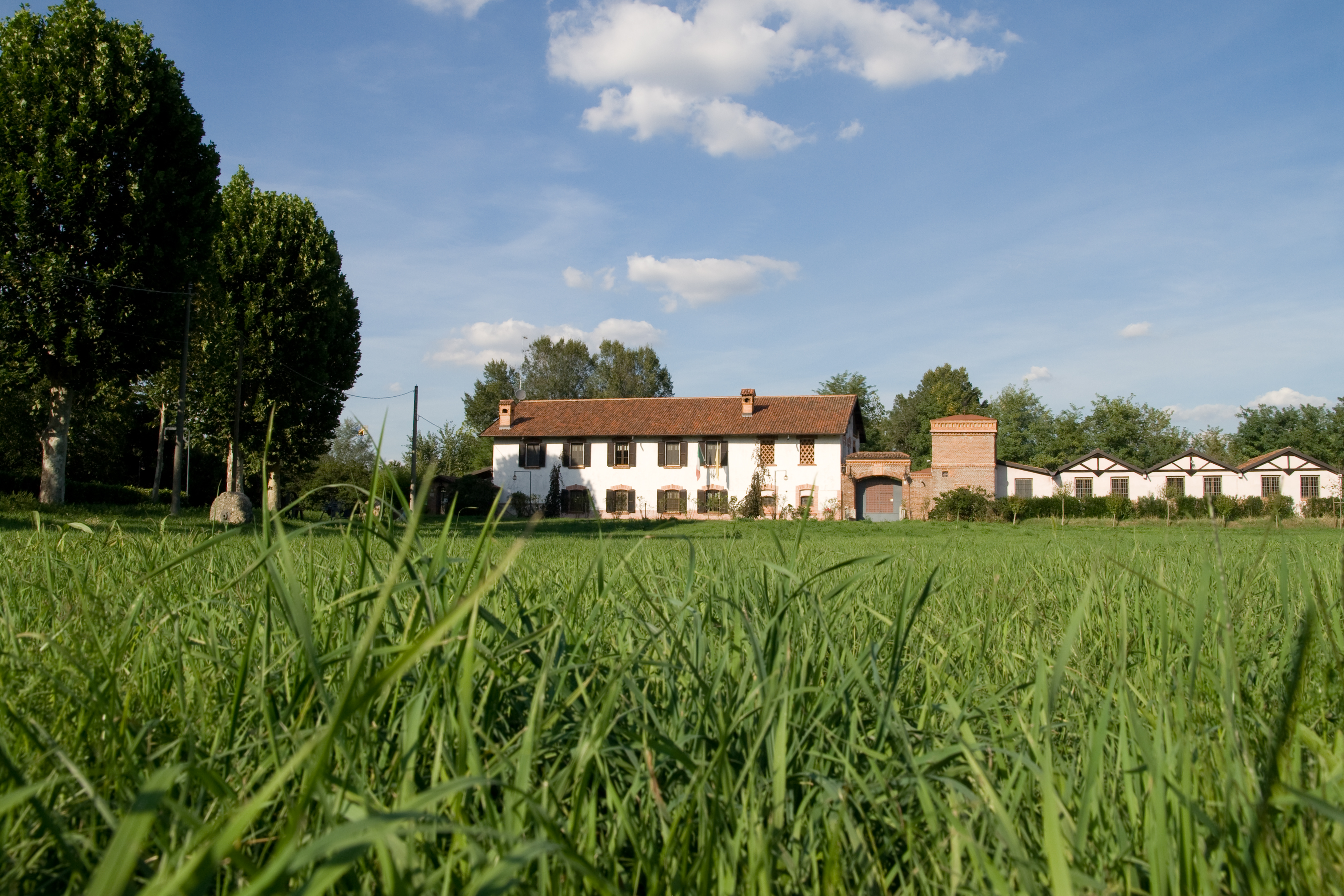
Il mulino Gajo-Lampugnani a Parabiago

Nel 1772, secondo la relazione Raggi, risultarono censiti cinque mulini in località Parabiago, numero che fu confermato nel 1881 dalla relazione dell'ingegner Mazzocchi.
All'inizio del XXI secolo sono presenti i seguenti mulini:
- Rancilio o del Miglio
- Corvini (resti sull'isolino di via resegone)
- Moroni o Bert
- Gajo-Lampugnani

#### Nerviano
Nel 1772 secondo la relazione Raggi risultarono censiti cinque mulini in località Nerviano, numero che scese a tre nella relazione dell'ingegner Luigi Mazzocchi del 1881.
All'inizio del XXI secolo sono presenti i seguenti mulini:
- Star Qua (az. agricola Molaschi con vendita riso di Gattinara, VC)
- Lombardi
- Arese

## Bocche di presa e rogge del fiume Olona
- Roggia Arcivescova
- Madonna delle Grazie e Lampugnani
- Ceresa
- Barattina I e II
- Rienta
- Bocca Selvatica
- Baratrina
- Bocca Bellona
- Rientra Boscheta
- Gallarati Calatossico

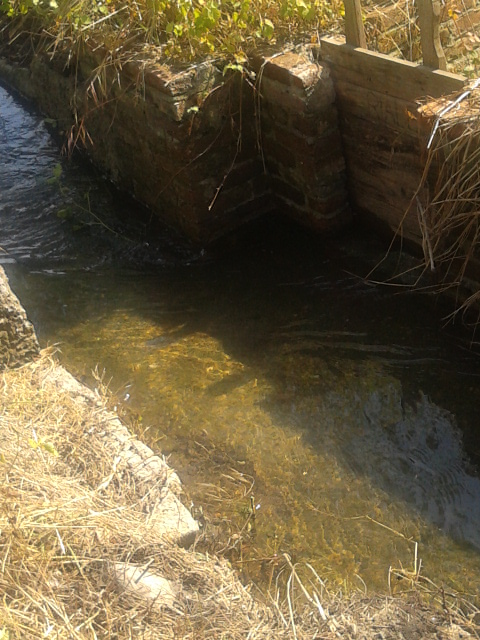
Roggia "Riale" (o Röngia) di Parabiago

- Riale (longobardo) o Röngia (esistente dal VII secolo al 1928)
- Magra Crivelli
- Rosera
- Arese 1
- Olivetani

## Biodiversità
Il fiume Olona e il torrente Bozzente per tutta la seconda metà del XX secolo sono stati tra i corsi d'acqua più inquinati d'Europa. Tuttavia dall’inizio del XXI secolo, la qualità delle loro acque è migliorata e attualmente essi sono in grado di sostenere una comunità biologica complessa. Il monitoraggio faunistico compiuto nel Parco dei Mulini dalla LIPU di Parabiago tra il 2016 e il 2017 ha avuto come risultato l'avvistamento lungo il fiume Olona di 97 specie di uccelli di cui 9 rientranti nell’elenco All. I della Direttiva Uccelli e 30 tra le specie europee di interesse conservazionistico (SPEC 1 e 3).
Segue la fauna più rappresentativa presente nel parco suddivisa per ambienti. Dopo il nome comune in italiano segue quello in lingua locale nella versione legnanese/parabiaghese.

### Bosco
- gufo comune -ciut
- allocco -locch
- sparviero - falchett
- picchio rosso maggiore -piccasc
- cinciarella -zeferina
- scoiattolo rosso -scuiatul russ
- pipistrello -tagnoeura
- capinera -can negar
- codibugnolo -parascioeura da cua lunga
- cinciallegra -parascioeura
- scoiattolo grigio -scuiatul gris
- cervo volante - cornabò
- carpino -carpan
- cerambice -griòn a puà
- platano -platan
- farnia -rugura
- sambuco -sambrugu
- ramarro -ghezzu
- biacco -bissa/smiroldu
- barbagianni -pòra dònna
- bagolaro -spaccasass
- faina -fuin
- cuculo -cucù
- fringuello -fringuell
- moscardino - murigioeu

### Acqua
- giglio d’acqua -spadun
- phragmites -caneti
- gambero italiano -gambar
- gambero della Louisiana -gambar
- luccio -lusc
- trota
- barbo -barbu
- pesce persico -pes persich
- cavedano -cavedan/cavezzal
- alborella -arburela/arburei
- vairone -vairun
- rana
- nitticora -sgolgia
- gallinella -gainera
- ballerina bianca -tremacua
- marzaiola - marziroeu/resegheta
- mestolone -casulotu
- moretta -mureta
- germano -german
- cormorano -curmuran/marangun
- airone cenerino -sgulgiun
- calopteryx -spuseta
- tifa -masagat
- ontano nero -uniscia
- salice -saras
- martin pescatore -martin
- tinca -tenca
- carpa
- ghiozzo -botra
- cagnetta
- Anax imperator -gugiun
- codone -coalunga
- anguilla -inguilla
- tritone -tarangola
- usignolo di fiume
- tarabusino -sgulgin
- porciglione - grugnett
- moriglione -collruss

### Prato
- talpa -tapun
- riccio -rispurcel
- topo -rattu/murigioeu
- lucertola -luserta
- grillo -grill
- cavalletta -saltamartin
- fiordaliso -fiordalis
- picchio verde -piccasc
- ape -ava
- volpe -vulpa
- quaglia -quaja
- cardellino -lavarin
- cornacchia -scurbatu
- rondine -rundina
- gheppio -falchett
- balestruccio -tardela
- gelso -murun
- lepre -legura
- coniglio selvatico -cunili lapan
- mini lepre -mini legura
- fagiano -fasan
- rospo -sciatu
- chiocciola -lumaga
- scricciolo -re di sces
- merlo -merlu
- pettirosso -pettiruss
- papavero -scioretta
- salamandra -lusascia
- codirosso -coarus
- colombaccio -culumbasc
- averla piccola -stregazèta
- narciso - narcis

## Le piste ciclabili

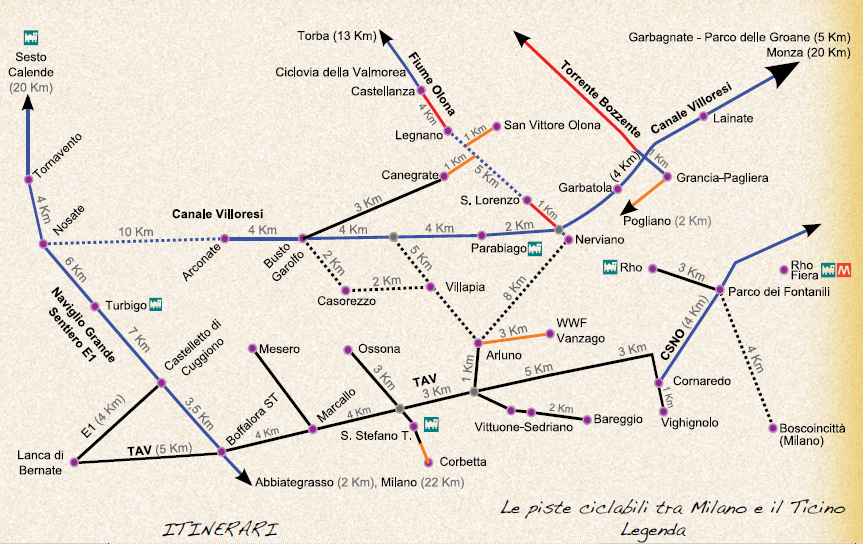
Mappa piste ciclabili

Il Parco dei Mulini si può visitare in bicicletta. Nel 2017 è stata terminata la pista ciclabile finanziata dalla Regione Lombardia che collega il parco urbano del Castello di Legnano a Nerviano (Chiesa del Lazzaretto).
L'intero percorso dal centro di Legnano al confine con il Comune di Lainate è di circa 10 km ed è stato chiamato Olona greeway. Per i ciclisti più allenati la zona dell'alta pianura milanese offre altri tracciati cicloturistici riportati nel grafo qui a fianco che consentono di raggiungere numerosi parchi e località turistiche.
Sulla pista ciclabile del canale Villoresi è possibile fare lunghe biciclettate.
Verso Ovest: da Parabiago ad Arconate, 10 km di tratto asfaltato e protetto, poi sino a Nosate in larga parte asfaltato e protetto.
Verso Est: da Parabiago a Monza, 24 km su tratto protetto, non sempre asfaltato.
Il parco dovrebbe essere attraversato dalla Ciclovia Olona Lura, un itinerario ad anello di 165 km in grado di connettersi ad altri 6 parchi locali lungo il fiume Olona ed il torrente Lura.

## Prodotti Filiera Corta
Nel Parco esistono alcune aziende agricole con vendita dei propri prodotti (latte, riso e formaggi). Il latte di mucca prodotto quotidianamente è di circa 2800 litri.
Nei comuni del Parco si svolgono due mercati di prodotti venduti direttamente dagli agricoltori.

## Patto per il fiume Olona
Il Parco dei Mulini, dal 2010, ha avviato un percorso di partecipazione permanente, finalizzato alla realizzazione dell'inventario del patrimonio naturale e culturale, alla stesura di un programma pluriennale degli interventi, alla concertazione di studi di fattibilità per la riqualificazione paesistica delle aree fluviali e all'ampliamento della rete del partenariato che collabora col Parco. Agli organi politici e tecnici del Parco si sono affiancati un forum di partecipazione, aperto a tutti, e un gruppo di progettazione, costituito dai proprietari delle aree perifluviali (Comuni, gestori dei depuratori, alcuni proprietari singoli, una Società per azioni) e dai partners di progetto. Fanno parte di questi ultimi alcune associazioni ambientali e culturali, il Distretto Agricolo Valle Olona e il Consorzio del Fiume Olona.
Questi soggetti hanno interagito tra loro condividendo una mappa sul modello delle parish map inglesi che riporta il patrimonio comunitario da valorizzare e un piano contenente sia azioni di sistema, sia la progettualità sulle aree perifluviali.
Il Parco ha creato, favorito e coordinato alleanze tra pubblico e privato per raggiungere insieme alcuni obiettivi, concertati nel percorso di partecipazione, secondo il principio della sussidiarietà orizzontale. Infine il Parco ha attivamente collaborato e interagito con numerose Istituzioni, secondo il principio della sussidiarietà verticale nei tavoli istituzionali promossi da Regione Lombardia quali il Contratto di fiume,  il Patto per lo sviluppo del Sistema Verde V'Arco Villoresi, il Tavolo tecnico per la progettazione delle Opere di laminazione lungo il fiume Olona e, infine, l'Osservatorio regionale per EXPO 2015.
Nel giugno 2013 le cinque Amministrazioni Comunali del Parco, 18 partners di progetto, 7 proprietari dei terreni e numerosi singoli cittadini hanno sottoscritto il Patto per il fiume Olona che contiene obiettivi di sistema per tutto il Parco dei Mulini e 10 studi di fattibilità per la riqualificazione di circa 45 ha di paesaggio perifluviale, pari a circa il 10% della superficie dell'area protetta. Gli interventi previsti sono stati in buona parte realizzati negli anni 2016 e 2017.

## Carta dell'Olona
Il Parco Mulini e il Comune di Legnano all’inizio del 2017 hanno organizzato gli Stati generali dell’Olona durante i quali numerosi portatori di interesse hanno discusso e condiviso sfide e responsabilità. Dalle relazioni dei presenti, dal dibattito, dai colloqui e conversazioni successive, dalle diverse opinioni raccolte, sono state selezionate quelle idee, progetti e attività, ritenute “portanti” e rappresentative delle esperienze dei territori e che sarebbe utile estendere a tutto il bacino; le proposte sono state raccolte nella “Carta dell’Olona” un patto di collaborazione di tipo sussidiario, strutturato in tre parti: la prima, fissa gli obiettivi di sistema derivanti da principi condivisi, la seconda è costituita da una serie di idee e impegni, la terza invece è una selezione di progetti in corso che dovrebbero essere estesi a tutto il bacino dell’Olona. La Carta estende i contenuti del “Patto dell’Olona” a tutto il bacino idrografico del fiume, ampliandone l’orizzonte ed i contenuti, nella consapevolezza del fatto che, per risolvere in modo duraturo questioni complesse, è necessario sviluppare nuove sinergie anche e specialmente a livello di bacino.
A fine 2017, il Comitato di Coordinamento del Contratto di fiume Olona Lambro e Seveso ha approvato il nuovo piano di azione pluriennale che contiene l'attuazione la “promozione e sviluppo di misure previste dalla Carta dell'Olona”. L’attività, di durata quadriennale, prevede obiettivi di sistema e le 4 sottoazioni di seguito indicate che verranno svolte avvalendosi del partenariato del Contratto di Fiume.
1 Coordinamento delle attività definite a livello locale con la più ampia progettualità dell'intero bacino
2. Fruizione
3. Manutenzione, monitoraggio e vigilanza lungo il fiume e il reticolo irriguo
4. Connessioni ecologiche e valorizzazione dei servizi ecosistemici legati all’agricoltura e i prodotti agricoli locali
Il Parco dei Mulini ha assunto il ruolo del coordinamento dell’attività.